# Protestas en Moldavia de 2022-2023
Las protestas en Moldavia de 2022-2023 se iniciaron en la capital, Chișinău, el 18 de septiembre de 2022, cuando los manifestantes exigieron la renuncia del gobierno pro-occidental del país, en medio de una crisis energética que provocó el aumento de los precios del gas natural y la inflación, causada en parte por la guerra de Ucrania.
El partido prorruso Șor ha jugado un papel decisivo en la organización de las protestas. El gobierno moldavo alega que el partido ha estado ofreciendo pagos en efectivo a las personas para que asistan a las protestas y también ha estado proporcionando transporte gratuito a la capital para los asistentes a las protestas, con fondos proporcionados por Ilan Shor, el oligarca y líder del Partido Șor que había huido de Moldavia en medio de cargos de corrupción y que ha sido condenado a 15 años de prisión. El 19 de junio de 2023, el Tribunal Constitucional de Moldavia prohibiría al partido Șor y sus antiguos miembros tendrían además prohibido participar en las próximas elecciones locales de Moldavia de 2023, independientemente de su nueva afiliación política.  Tras el desmantelamiento del partido Șor, cesaron las protestas coordinadas a gran escala.

## Cronología

### 2022

#### Septiembre
- El 18 de septiembre, unas 20.000 personas asistieron a una protesta en Chisináu, exigiendo la dimisión del gobierno prooccidental del país.[26]

#### Octubre
- El 13 de octubre, las autoridades de la República de Moldavia decidieron prohibir las concentraciones que bloqueen carriles de circulación, arterias de transporte o vías de acceso a instituciones públicas durante la semana.
- El 14 de octubre varias personas salieron a protestar en el centro de la capital contra la medida de las autoridades y al menos cuatro personas fueron detenidas.[1]
- El 18 de octubre, el Movimiento de Liberación Nacional de Rusia lanzó una campaña en Gagauzia para «reconocer como ilegal la disolución de la Unión Soviética y la restauración de las fronteras de la antigua URSS de acuerdo con los resultados de la Segunda Guerra Mundial».[27]
- El 26 de octubre de 2022, Ilan Șor y Vladimir Plahotniuc fueron sancionados por el Departamento del Tesoro de los Estados Unidos por su asociación con el gobierno ruso.[28]

#### Noviembre
- El 6 de noviembre, más de 50.000 simpatizantes del partido Șor en una protesta en la capital nacional de Chisináu exigieron una vez más la dimisión del gobierno prooccidental y elecciones parlamentarias anticipadas.[23]
- El 8 de noviembre, el gobierno moldavo anunció que había solicitado al tribunal constitucional que iniciara procedimientos por la ilegalización del partido «Șor» de Ilan Șor en Moldavia, debido a que supuestamente promueve los intereses de un Estado extranjero y daña la independencia y soberanía nacional.[29][30]
- El 13 de noviembre, miles de manifestantes antigubernamentales volvieron a las calles de Chisináu.[31]

#### Diciembre
- El 7 de diciembre, Ilan Șor le pidió a la presidente Maia Sandu que lo nominara como primer ministro de Moldavia.[32][33]
- El 11 de diciembre tuvo lugar una nueva protesta antigubernamental en Chisináu, iniciada por el partido We Build Europe at Home (PACE).[34]
- El 15 de diciembre, dentro de la investigación de Orheileaks, se expusieron los vínculos entre los manifestantes de Șor y el activista sindicalista Vlad Bilețchi. Este último negó cualquier asociación con los manifestantes.[9]
- El 18 de diciembre, el Partido de los Socialistas de la República de Moldavia (PSRM) organizó una protesta en Ungheni.[35]
- El 19 de diciembre, seis canales de televisión de Moldavia vinculados a Ilan Șor (Prime TV, RTR Moldova, Accent TV, NTV Moldova, TV6 y Orhei TV) fueron suspendidos temporalmente, acusados de hacer propaganda rusa y difundir información falsa a favor de Moscú en la guerra ruso-ucraniana.[36][37] Los canales continuaron transmitiendo en otras plataformas.

### 2023

#### Enero
- El 25 de enero, varios periodistas de canales de televisión suspendidos, encabezados por Alexei Lungu, protestaron en Bucarest exigiendo la intervención de las autoridades rumanas para negociar con las moldavas el reinicio de la emisión de los canales por televisión. Al día siguiente, el 26 de enero, los periodistas protestaron en el Consejo de Europa en Estrasburgo.[38] El mismo día, los diputados rusos Leonid Kalashnikov y Svetlana Zhurova advirtieron que las intenciones de Moldavia de unirse a Rumania y, por lo tanto, unirse a la OTAN, podrían conducir a su destrucción.[39][40]
- El 26 de enero, varios cientos de jubilados de entre los simpatizantes del Partido Șor protestaron el jueves en el edificio presidencial, exigiendo la renuncia de Sandu.[41]

#### Febrero
- El 2 de febrero, el ministro de Asuntos Exteriores de Rusia, Serguéi Lavrov, amenazó a Moldavia,[42] declarando que podría tener el destino de Ucrania (es decir, ser invadida por Rusia) si la presidente de Moldavia, Maia Sandu, que tiene ciudadanía rumana, quiere que Moldavia se una a Rumania y se una a la OTAN.[43][44][45][46][47][48][49]
- El 9 de febrero, el presidente ucraniano, Volodímir Zelenski, declaró en el Parlamento Europeo que los servicios secretos ucranianos descubrieron un plan para derrocar al actual liderazgo moldavo y reemplazarlo por uno prorruso. También declaró que estos planes han sido enviados al gobierno moldavo.[50] Rusia negó cualquier acusación.[51]
- El 10 de febrero, el gobierno de la República de Moldavia dimitió debido a la crisis actual.[52]
- El 13 de febrero, Maia Sandu anunció un plan violento de Rusia, con ataques terroristas y toma de rehenes, para derrocar al gobierno encabezado por el Partido de Acción y Solidaridad.[53] Irina Vlah, gobernadora de Gagauzia, afirmó que "Sandu inventa excusas para convertir a Moldavia en un Estado policial".[54]
- El 16 de febrero, se inauguró un nuevo gabinete encabezado por Dorin Recean. El nuevo primer ministro declaró que la neutralidad de Moldavia no protegerá al país de ninguna agresión militar.[55]
- El 19 de febrero, miles[56][57] de manifestantes prorrusos participaron en una protesta en la capital Chisináu, exigiendo una vez más la renuncia del gobierno prooccidental.[58][59] A pesar de que Marina Tauber, la líder de los manifestantes, negó cualquier vínculo con las autoridades rusas, algunos manifestantes solicitaron una intervención militar rusa en Moldavia y su adhesión a Rusia. El político ucraniano Mykhailo Podolyak afirmó que Rusia está tratando de organizar un golpe de Estado en Moldavia.[60] Varias otras personas organizaron una contraprotesta, marchando con banderas rumanas y de la OTAN.[61][62] El mismo día, el primer ministro moldavo, Dorin Recean, exigió el fin de la presencia militar rusa en Transnistria y una reunificación pacífica de Moldavia y Transnistria.[63] Dmitri Peskov, el secretario de prensa del presidente ruso Vladímir Putin, afirmó que los gobernantes de Moldavia están provocando la histeria antirrusa.[64] el diputado ruso Serguéi Mirónov, líder de Rusia Justa, que tiene estrechas relaciones con los socialistas moldavos, amenazó con un ataque militar ruso si Moldavia entra en Transnistria; también afirmó que la adhesión de Transnistria a Moldavia es un sueño de los unionistas moldavos-rumanos.[65][66]
- El 21 de febrero, el presidente ruso, Vladímir Putin, revocó el decreto que sustentaba la soberanía de Moldavia para resolver el conflicto de Transnistria.[67][68] Ese mismo día, el primer ministro Dorin Recean declaró que Rusia intentó tomar el aeropuerto de Chisináu bajo su control, con el fin de llevar a infiltrados rusos y prorrusos para derrocar al gobierno moldavo y transportar soldados y equipos para abrir un nuevo frente en Ucrania desde Transnistria.[69][70]
- El 27 de febrero, Wizz Air anunció que suspenderá todos los vuelos hacia y desde el aeropuerto de Chisináu, debido a preocupaciones de seguridad relacionadas con las crecientes tensiones con Rusia. La mayoría de las rutas se trasladarán al aeropuerto de Iași en Rumania.[71]

#### Marzo
- El 2 de marzo, el Parlamento moldavo votó el cambio del idioma oficial, del moldavo al rumano. La idea fue apoyada por el gobernante Partido de Acción y Solidaridad y fue fuertemente rechazada por el Bloque de Comunistas y Socialistas.[72][73] La Academia de Ciencias de Moldavia también apoyó esta decisión.[74] El mismo día, el Parlamento moldavo adoptó una resolución condenando la invasión rusa de Ucrania en 2022.[75][76] María Zajárova, portavoz del Ministerio de Asuntos Exteriores de Rusia, advirtió a Moldavia que abandonara la "retórica antirrusa".[77]
- El 6 de marzo, el Bloque de Comunistas y Socialistas organizó una protesta ante el Tribunal Constitucional de Moldavia contra el cambio del nombre del idioma oficial del moldavo al rumano. Los líderes del PAS afirmaron que están respaldados por Rusia. También hubo una contra-protesta, en apoyo de la lengua rumana.[78]